# Char-Jamaatyn-Gol (Friedhof)
Der Char-Jamaatyn-Gol ist ein Fluss in der Mongolei, nach dem in der Archäologie auch ein Friedhof benannt wird. An dem Oberlauf des Flusses in der Provinz Bajan-Ulgii befindet sich ein kleines Gräberfeld mit zehn Kurganen und einer Memorialanlage. Die Nekropole liegt auf einer hohen Uferterrasse. Sechs Kurgane gehören der skythischen Pasyryk-Stufe an und wurden bisher nicht untersucht (Stand 2017). Vier weitere Kurgane stammen von den Alttürken und datieren ins frühe Mittelalter. Zwei dieser Kurgane wurden archäologisch erforscht. Etwas abseits des Friedhofs befinden sich ein einzelnes alttürkisches Grab (etwa 600 östlich) und eine Gedenkanlage (etwa 750 westlich von Kurgan Nr. 8).
Kurgan 8 besteht aus einer Steinaufschüttung. Zur Zeit der Ausgrabung war er noch etwa 10 bis 11 m im Durchmesser groß und etwa 35 cm hoch. Östlich des Kurgans, etwa 7,5 m von ihm entfernt, befand sich eine Reihe von neun Steinkreisen. Im Kurgan unterhalb der Steinaufschüttung befand sich ein Steinkreis, in dem sich wiederum eine Grabgrube fand, die die Bestattung einer Frau und die eines Pferdes beinhaltete. Als Beigaben zur Frau kamen zwei Webgewichte, ein Eisenobjekt, das vielleicht einst als Messer diente, und der Hornaufsatz einer Peitsche zu Tage. Zwischen dem Pferd und der Frauenleiche fanden sich weitere Gegenstände, darunter Eisenobjekte, deren Funktion nicht mehr bestimmt werden konnte. An ihrem Kopf fand sich ein Farbmineral (vielleicht für Schminke) und ein Nadelhalter aus Stein. Bei der Hand fanden sich Reste eines Spiegels aus Eisen. Das Pferd lag gegenüber der Frau. Es fanden sich hier Reste des Sattels und andere Objekte des Zaumzeuges.
Kurgan 10 war etwa gleich groß (9–10 m im Durchmesser). Auch hier konnte unter den Steinen des eigentlichen Kurgans ein Steinkreis ausgegraben werden. In der Steinschüttung des Kurgans fanden sich ein Bronzering und die Scherben eines Tongefäßes. Es konnte aber keine Grabgrube gefunden werden. Es mag sich bei diesem Kurgan um ein Kenotaph handeln.
Westlich des Gräberfeldes steht eine Gedenkanlage, auch Memorialanlage genannt. Die Anlage besteht aus einem äußeren Wall, einem Graben und einer zentralen, rechteckigen Aufschüttung. Insgesamt hat die Anlage einen Durchmesser von etwa 17 m. Der Eingang zur Anlage liegt im Osten, wo der Wall und der Graben durchbrochen sind. Hier stand ein einst 220 cm hohes Standbild, wobei der untere Teil in die Erde gegraben war. Die Figur stellt einen stehenden Mann mit Bart dar. Er hat eine hohe Kopfbedeckung, wovon jedoch Teile fehlen, auch fehlen Teile des Gesichtes. Auf der Vorderseite sind die Unterarme in den Stein geritzt. Darunter befinden sich in den Stein geritzte Darstellungen von Tieren. Solche Statuen sind aus vielen Teilen Sibiriens und Zentralasiens bekannt und stellen mehr oder weniger stilisiert Adlige der Alttürken dar. Hinter der Statue lag der zentrale Teil der Anlage. Es handelt sich um ein Quadrat, das aus Schiefern errichtet ist. Darum angeordnet fanden sich Pfostenlöcher, die darauf hindeuten, dass dieser zentrale Teil von einem Holzbau überdacht war. Innerhalb des Schieferquadrats befanden sich eine Grube mit Asche und darin eine Eisenhacke.